# Roberto Roena
Roberto Roena Vázquez (Mayagüez, Puerto Rico, 16 de enero de 1940-Carolina, Puerto Rico, 23 de septiembre de 2021) fue un bongosero, percusionista, bailarín de salsa y director de orquesta puertorriqueño.

## Biografía
Nació el 16 de enero de 1940, en el barrio Dulces Labios de Mayagüez, Roena dio sus primeros pasos en el arte montando rutinas de baile con su hermano Cuqui en La Sultana del Oeste.
Cuando contaba con nueve años de edad, su familia se radicó en Santurce, donde los hermanos continuaron puliendo sus rutinas de mambo y chachachá, deleitando al público asistente a concursos de talento. Ello permitió su contratación para presentarse semanalmente en el programa de televisión "La Taberna India" del Canal Dos.
En 1956 Cortijo necesitó un bongocero para el conjunto que estaba formando. Visualizando a un bongocero que pudiera [bailar] y tocar el cencerro a la vez, fue el propio Cortijo quien le enseñó a Roberto a tocar dichos instrumentos. Es así como, por siete años, Roena formó parte de Cortijo y su Combo, con Ismael Rivera como cantante. Con esa agrupación, recorrieron los escenarios principales de los Estados Unidos, Europa y América del Sur. Fue el Combo de Cortijo, compuesto mayormente por músicos de la raza negra, el primero en lograr acceso a tarimas donde solo se presentaban artistas blancos, en y fuera de Puerto Rico.
La buenaventura del Combo terminó con el arresto de su cantante estrella, Ismael Rivera, por cargos de posesión de drogas. Con la ausencia de "El Sonero Mayor", los músicos de Cortijo se cuestionaron la posibilidad de seguir juntos, optando por separarse de su líder. Según señaló el propio Roberto Roena, El Gran Combo se gestó en su casa. Sintiéndose en deuda de gratitud con Rafael Cortijo, su mentor, Roena no se incorporó al nuevo Combo de inmediato. Cortijo partió a Nueva York en busca de nuevos músicos, y a los nueve meses, Roena, quien permaneció en Puerto Rico, decidió ingresar a El Gran Combo que lideraba el pianista Rafael Ithier.
El Gran Combo se convirtió en la nueva sensación de la música latina, y Roena formó parte del mismo hasta 1969. Deseando ya establecer su propia orquesta, Roberto Roena formó "Los Megatones" en 1967, tocando jazz latino los miércoles en la noche en un club local. Pero no fue hasta dos años después, a raíz de diferencias personales con Andy Montañez, vocalista de El Gran Combo, que partió definitivamente. Fue entonces que dio forma a su orquesta, bautizada como Apollo Sound por la coincidencia del lanzamiento de dicho cohete a la Luna, el primer día de ensayo de la banda, 16 de julio de 1969.
Aun sin saber leer o escribir música, y probablemente a causa de ello, Roena supo rodearse de excelentes músicos y arreglistas. En el Apollo Sound figuraron músicos de la orquesta de Tito Puente, Cortijo y su Combo, El Gran Combo y Los Sunsets, entre otros. Algunos de los arreglistas y compositores de renombre que nutrieron su repertorio fueron Mario Ortiz, Bobby Valentín, Elias Lopés, Luis "Perico" Ortiz y Papo Lucca. Con el Apollo Sound, presentó un "nuevo" sonido al género salsero utilizando dos trompetas, un trombón y un saxofón, combinación que tomó bajo la influencia de la sección de vientos del grupo de rock sajón Blood, Sweat and Tears (y de quienes grabaron una versión del éxito "Spinning Wheel").
Roena siempre consideró la variedad como clave para el éxito, llevándole a incluir en su repertorio desde música a gogó, hasta la romántica, lo mismo en inglés que en español. El primer disco de Roberto Roena y su Apollo Sound produjo éxitos de impacto como "Tú loco loco y yo tranquilo", "El escapulario" y "El sordo". De hecho, fue el Apollo Sound quienes popularizaron el clásico de Bobby Capó "Soñando con Puerto Rico".
El Apollo Sound grabó bajo el sello International Records (subsidiaria de Fania) durante una década, en la cual cosecharon éxitos como "Traición", "Chotorro", "Mi desengaño", "Fea", "Marejada feliz", "Cui cui" y "El progreso", entre otros. Su repercusión en las radios vino acompañada de giras a través de los Estados Unidos y Latinoamérica. Se destaca su inclusión dentro de las grabaciones y giras de la Fania All-Stars.
Complementando la musicalidad de la agrupación salsera, siempre estaba la característica de "showman" inherente en Roberto Roena. Pintarse el cabello de colores, tocar percusión en ropa interior y amarrarse a un arnés para "volar" a través del escenario del Madison Square Garden, fueron algunos de los trucos que utilizó para sobresalir entre los grupos de moda. Una nota periodística que reseña la formación del Apollo Sound, los señaló como «la primera agrupación en Puerto Rico con un sistema de luces psicodélicas y bailarinas a go-gó». Entrando a la década de 1980, Roena y su Apollo Sound experimentaron una merma en su popularidad, reflejo de la crisis que atravesaba el movimiento salsero en general. Sin embargo, Roberto Roena se mantuvo colaborando y grabando de forma independiente con orquestas locales. Ya en 1990, intentó revivir el concepto del Apollo Sound. Abrió un concierto del cantante de rock británico Sting, en el Coliseo Roberto Clemente, donde presentó su versión salsera del éxito "Every Breath You Take", de dicho intérprete. También ha colaborado con la estrella africana Manu Dibango.
En 1994, celebró los 25 años de su orquesta con un exitoso concierto en el Centro de Bellas Artes, que fue grabado y lanzado al mercado, presentando ante una nueva generación la validez de su propuesta musical. En 1996 volvió a la palestra con su tema «Como te hago entender». Roena también ha sido miembro por largo tiempo de Fania All Stars, una banda de salsa que ha disfrutado de éxito internacional desde los años 1970.

## Muerte
Falleció de un infarto la noche del 23 de septiembre de 2021 a los 81 años.

## Discografía
- Se Pone Bueno (1966)

1. Si los Rumberos Me Llaman
2. La Rubia de Mi Pueblo
3. Se Pone Bueno
4. Que Se Fuñan
5. Maracaibo Oriental
6. Ahora Si Que Tengo Ganas
7. El Cantante del Amor
8. Take Five
9. Descarga los Megatones

- Apollo Sound (1969)

1. Tú Loco Loco, Y Yo Tranquilo
2. Sing a Simple Song
3. Consolación
4. Soñando Con Puerto Rico
5. El Escapulario
6. El Sordo
7. El Pato de la Bahía
8. El Barrio Sin Guapo
9. Han Pasado Algunos Días
10. Spinning Wheel

- Apollo Sound 2 (1970)

1. Chotorro
2. Let It Rain
3. Yo Soy Candelo
4. Déjame Gozar
5. Puerto Rican Blues
6. Mandingore
7. Shades of Time
8. Te lo Voy a Jurar
9. Tani
10. Apollo Special

- Apollo Sound 3 (1971)

1. Te Vas a Acordar de Mi
2. Yo Soy Chambelón
3. Que Engañada Estás
4. Que Salga Pascual
5. Soy el Terror
6. Hagan Silencio
7. El Traqueteo
8. Se Pone Bueno
9. Soy
10. Ilumina Mi Camino

- Apollo Sound 4 (1972)

1. Con los Pobres Estoy
2. Te Mantengo y No Quieres
3. X Cantidad
4. Esas Horas
5. No Me Hagas Sombra Mi Socio
6. Las Brisas de Mi Borinquen
7. Yo Tenía Una Mujer
8. Dame la Mano y Caminemos
9. El Pájaro y el Cazador

- Apollo Sound 5 (1973)

1. Cui Cui
2. Oriza Eh
3. Como Tú No Hay Nadie
4. Que Se Sepa
5. Asunción
6. Avísale a Mi Contrario
7. Aquellos Que Dicen
8. La Marunga
9. Solo Contigo Basta
10. Ponte Duro

- Apollo Sound 6 (1974)

1. El Que Se Fue
2. Traición
3. Cucarachita Cucarachón
4. Parece Mentira
5. En Mis Rosales
6. Que Se Sepa
7. Ese Soy Yo
8. Es Que Estás Enamorada
9. Herencia Rumbera

- Lucky 7 (1976)

1. Que Me Castigue Dios
2. A Bailar Mi Bomba
3. Te Voy a Tratar
4. Estás Equivocada
5. Fea
6. Mi Desengaño
7. La Hija de la Vecina
8. Hoy Mi Día Triste
9. La Mala Maña
10. Me le Fugué a la Candela

- La 8va Maravilla (1977)

1. Rico Guaguancó
2. Amistad Barata
3. Apelo
4. Una Mañana
5. Para Ser Rumbero
6. No lo Corras
7. Mañana Es Domingo
8. Apollo Theme
9. Quisiera Tener
10. Hora Cero

- Apollo Sound 9 (1977)

1. Marejada Feliz
2. Que Me lo Den En Vida
3. Ya Ves No Te Quiero
4. Déjame Demostrarte
5. Nadie Sabe
6. Los Demás
7. La Distancia
8. Amor En Bancarrota
9. Hay Que Saber Comenzar

- Apollo Sound 10: El Progreso (1978)

1. Regaño al Corazón
2. El Progreso
3. Viva Cortijo
4. Contigo No Quiero Na'
5. Lamento de Concepción
6. Guaguancó del Adiós
7. Necesito Llamar Su Atención
8. Lo Que Dios Me Dio

- Que Suerte He Tenido de Nacer (1980)

1. El Aplauso
2. Que Suerte He Tenido de Nacer
3. Sigo Buscando Un Amor
4. Yo Soy de Ley
5. Trago Amargo
6. Canción de las Canciones
7. Algún Día Será
8. Todos Quieren Saber

- Looking Out For Número Uno (1980)

1. Se Esconde Porque Me Debe
2. Tal Vez Vuelvas a Llamarme
3. Mi Alegría y Mi Tristeza
4. Ya No Tengo Amigos
5. Peldaño
6. Vamos Háblame Ahora
7. Son de la Madrugada

- Super Apollo 47:50 (1982)

1. Vigilándote
2. Sabroso
3. Campanera
4. La Vida No Vale Nada
5. Dios Me Libre
6. Te Solté la Rienda
7. Cómo Agradezco
8. Yo Tenía Una Mujer

- Afuera y Contento (1985)

1. Soledad
2. Te Vas Con el Viento
3. Usted Señora
4. Sigue Mi Rumbo
5. Apollo Zuky
6. Debes Callar
7. Y Sigo Llorando
8. A Ver

- Regreso (1987)

1. Regreso
2. Entre Nosotros
3. Tú Eres la Música
4. El Mal de la Hipocresía
5. Reflexiones Mías
6. Estás Equivocado
7. La #100
8. Será Que Se Acabó

- New Decade (1990)

1. Son Para Un Festival
2. Es Verdad
3. Para Mi Esas Cosas
4. Déjala Que Se Vaya
5. Testamento de Un Sonero
6. Que Bonito Es Vivir
7. Tú y Mi Música

- El Pueblo Pide Que Toque (1994)

1. Los Caminos de Mi Gente
2. Ingratitudes de la Vida
3. Por Qué Te Niegas
4. Dale Como Es
5. Roena Medley #1: Canciones Son Canciones / Tú Loco Loco, Y Yo Tranquilo / El Traqueteo / Chotorro / Con los Pobres Estoy / Las Brisas de Mi Borinquen / Soñando Con Puerto Rico / El Escapulario
6. El Pueblo Pide Que Toque
7. Solo Tú, Solo Yo
8. Atrévete Conmigo
9. No Me Apures
10. Roena Medley #2: Cui Cui / Traición / La Distancia / Marejada Feliz / El Progreso / Mi Desengaño

- Mi Música (1996)

1. Baila y Goza
2. Y Tú Verás
3. El Valor Que No Se Ve
4. Como Te Hago Entender
5. Mi Mambo Pide Campana
6. Siempre Seremos
7. R + R = Apollo
8. Si Yo Pudiera

- Sr. Bongó (2006)

1. Sr. Bongó
2. No Dejes Marrero
3. Cantar Con Un Amigo
4. Tin Tin Ton Ton
5. Deja Que Te Toque Roberto
6. Abre Tu Corazón
7. Canto a la Amistad
8. Por Siempre Aníbal
9. Sin Rencor
10. Por Siempre Aníbal (Big Band)

## Compilaciones
- Pa' Fuera (1974)

1. Tú Loco Loco, Y Yo Tranquilo
2. Las Brisas de Mi Borinquen
3. Mandingore
4. Soñando Con Puerto Rico
5. El Traqueteo
6. Chotorro
7. El Escapulario
8. Con los Pobres Estoy
9. Te lo Voy a Jurar
10. El Sordo

- Gold (1980)

1. Mi Desengaño
2. Traición
3. Hagan Silencio
4. La Distancia
5. Cui Cui
6. Marejada Feliz
7. Parece Mentira
8. Que Se Sepa
9. Que Salga Pascual
10. No lo Corras

- Las Clásicas (1991)

1. Herencia Rumbera
2. Yo Tenía Una Mujer
3. El Que Se Fue
4. Vigilándote
5. Canción de las Canciones
6. Con los Pobres Estoy
7. Marejada Feliz
8. Mi Desengaño
9. Nadie Sabe
10. Parece Mentira

- Roena: Legends of Salsa (1994)

### Vol. 1
1. Mi Desengaño
2. Cui Cui.
3. El Progreso
4. El Escapulario
5. Con los Pobres Estoy
6. La Distancia
7. El Sordo
8. Las Brisas de Mi Borinquen
9. Marejada Feliz

### Vol. 2
1. Traición
2. Lamento de Concepción
3. Chotorro
4. Parece Mentira
5. El Traqueteo
6. El Que Se Fue
7. Tú Loco Loco, Y Yo Tranquilo
8. Soñando Con Puerto Rico
9. Apollo Theme

- En Vivo Desde Bellas Artes (1995)

### Vol. 1
1. Tú Loco Loco, Y Yo Tranquilo
2. El Traqueteo
3. Lamento de Concepción
4. Con los Pobres Estoy
5. Chotorro
6. Sing a Simple Song
7. Las Brisas de Mi Borinquen
8. Parece Mentira
9. Traición

### Vol. 2
1. El Progreso
2. Every Breathe You Take
3. Marejada Feliz
4. Cui Cui
5. El Sordo
6. El Escapulario
7. Clausura

- La Herencia (2007)
- Greatest Hits (2008)
- Selecciones Fania (2011)

## Reediciones
- Poderoso (1994)
- Regreso (2002)
- Maestro del Bongó (2003)